# Terry Gaitor III
Terry Gaitor III (...) è un ex giocatore di football americano e allenatore di football americano statunitense che ha giocato come wide receiver.

## Palmarès
- 1 Silver Bowl (Brno Sigrs, 2016)